# Bernardia trelawniensis
Bernardia trelawniensis là một loài thực vật có hoa trong họ Đại kích. Loài này được (C.D.Adams) Jestrow & Proctor mô tả khoa học đầu tiên năm 2008.